# Дева Мария пред Тин (църква)
„Дева Мария пред Тин“ (на чешки: Chrám Panny Marie před Týnem) или само „Тин“ е сред забележителностите на Стария град на Прага и главната църква за тази част на града от 14 век насам.
Намира се в непосредствена близост до Староместкия площад. Има 2 кули-близнаци (с височина 80 м), декорирани с по 4 по-малки.

## История
През 11 век на това място има романска църква, но през 1256 г. на нейното място е построена нова ранноготическа църква – на Дева Мария пред Тин. Строежът на днешната църква носеща същото име започва през 14 век в късноготически стил, вдъхновен от работата на архитектите Матиас от Ара и Петер Парлер (работили по „Св. Вит“). В началото на 15 век храмът е почти завършен – липсват само кулите, фронтона и части от покривната конструкция. Тогава за кратко църквата е стопанисвана от хуситите.
Покривът е завършен през 1450-те години, докато фронтонът и северната кула са завършени малко след това по време на царуването на Иржи от Подебрад. Негова скулптура е поставена на фронтона под голям златен бокал, символ на хуситите. Южната кула е завършена през 1511 г. от Матей Рейсек. През 1626 г., след войните, скулптурата на Иржи от Подебрад заедно с бокала са премахнати и заменени със скулптура на Мадона, чийто ореол е направен от материала, използван за бокала. През 1679 г. в църквата избухва пожар, причинен от светкавица, при който е унищожен покривът. По-късно той е заменен с нов в бароков стил.